# Машканка
Машканка — деревня в Тарском районе Омской области России. Входит в Усть-Тарское сельское поселение.

## История
Основана в 1927 г. чувашами, переселенцами из Красночетайского района Чувашии.

## Население
| 2002 | 2010 |
| ---- | ---- |
| 137  | ↘100 |